# Павел Цибіцький
Павел Цибіцький (пол. Paweł Cibicki, нар. 9 січня 1994, Мальме) — польський та шведський футболіст, півзахисник клубу «Погонь».

## Клубна кар'єра
Народився 9 січня 1994 року в місті Мальме в родині вихідців з Польщі. Вихованець футбольної школи клубу «Мальме». Дорослу футбольну кар'єру розпочав 2013 року в основній команді того ж клубу, кольори якої захищає й донині. За цей час став дворазовим чемпіоном Швеції та дворазовим володарем Суперкубка Швеції.

## Виступи за збірні
Цибіцький має подвійне громадянство: шведське (країна народження) і польське (країна народження його батьків), тому мав право виступати за будь-яку з цих збірних. У березні 2013 року він був викликаний до лав юнацької збірної Польщі (U-19) на два товариських матчі проти однолітків з Грузії. В підсумку Цибіцький зіграв лише 24 хвилин у першому матчі, що закінчився з рахунком 3:1 на користь Польщі.
2014 року провів один матч у складі молодіжної збірної Польщі до 20 років.

## Титули і досягнення
- Чемпіон Швеції (2):

«Мальме»: 2013, 2014
- Володар Суперкубка Швеції (2):

«Мальме»: 2013, 2014